# Корияма
Корияма е град в префектура Фукушима, Япония. Населението му е 332 863 жители (по приблизителна оценка от октомври 2018 г.), а площта му e 757,06 кв. км. Намира се в часова зона UTC+9. Основан е през 1924 г. Корияма е жп и пътен възел.

## Побратимени градове
- Брюмен, Нидерландия от 25 юни 1988 г.
- Куруме, Япония от 3 август 1975 г.
- Нара, Япония от 5 август 1971 г.
- Тотори, Япония от 25 ноември 2005 г.